# فرودگاه اکس لیک
فرودگاه اکس لیک (به انگلیسی: Axe Lake Aerodrome) یک فرودگاه خصوصی است که یک باند فرود شن دارد و طول باند آن ۱۴۵۱ متر است. این فرودگاه در کشور کانادا قرار دارد و در ارتفاع ۵۳۶ متری از سطح دریا واقع شده‌است.